# John Raphael Quinn
John Raphael Quinn (ur. 28 marca 1929 w Riverside, Kalifornia, zm. 22 czerwca 2017 w San Francisco) – amerykański duchowny katolicki, arcybiskup metropolita San Francisco w latach 1977–1995.

## Życiorys
Święcenia kapłańskie otrzymał 19 lipca 1953 i inkardynowany został do diecezji San Diego.
21 października 1967 papież Paweł VI mianował go biskupem pomocniczym San Diego ze stolicą tytularną Thisiduo. Sakry udzielił mu abp Luigi Raimondi, ówczesny delegat apostolski w USA. 30 listopada 1971 mianowany ordynariuszem ówczesnej diecezji Oklahoma City i Tulsa, która 13 grudnia 1972 podniesiona została do rangi archidiecezji metropolitalnej. Bp Quinn został pierwszym arcybiskupem metropolitą Oklahoma City.
16 lutego 1977 przeniesiony na stolicę metropolitalną w San Francisco. Z funkcji tej zrezygnował 27 grudnia 1995 roku. W latach 1977–1980 był przewodniczącym Konferencji Biskupów Amerykańskich. Jest jednym z bardziej liberalnych biskupów amerykańskich. W roku 1999 wydał książkę na temat reformy papiestwa pt. The Reform of the Papacy.